# 1972 Голяма награда на Франция
1972 Голяма награда на Франция е 22-рото за Голямата награда на Франция и шести кръг от сезон 1972 във Формула 1, провежда се на 2 юли 1972 година на пистата Шарад, Клермон Феран, Франция.

## Репортаж
Голямата награда на Франция се завърна отново на трасето Шарад в Клермон Феран, но само заради серии от модификации направени по пистата след предишната ГП, състояло се там преди две години. Джеки Стюарт е обратно в Тирел, след гастрита получен преди ГП на Белгия, докато новия болид конструиран от Дерек Гарднър, 005 е пуснат в употреба за Франсоа Север. През това време Кен Тирел нае Патрик Депайе като гостуващ състезател. Ферари са все още без Марио Андрети, но и също така без Клей Регацони, който си счупи китката си в инцидент в състезание за прототипи. На мястото на контузения швейцарец е нает Нани Гали – един от пилотите на Текно, които дадоха шанс на Дерек Бел да кара за тях.
Райн Визел е отново в редиците на БРМ. Питър Ревсън отново има ангажименти в Америка, и Макларън отново повика Брайън Редмън да заеме мястото на американеца. Марч 721X се оказа катастрофален за Рони Петерсон и Ники Лауда, което принуди заводския отбор да използва 721G, използван за Майк Бютлър и частния му тим. В списъка с участниците присъства и Дейв Чарлтън, победителя на предишните две национални издания.

### Квалификация
Необичайният характер на трасето, помогна на Крис Еймън да вземе пол-позицията, пред Макларън-а на Дени Хълм. На втора редица са Стюарт и Джаки Икс пред Тим Шенкен и Хелмут Марко, които се оказаха големите изненади в квалификацията. Заради контузената си ръка Север се класира седми, но не и преди да удари новия болид в бариерите поради повреда в очакването. Малко неочаквано е осмата позиция на Емерсон Фитипалди, който е действащия лидер при пилотите, докато Петерсон се класира 9-и с по-добре управляемия Марч пред Съртис-а на Майк Хейлууд. Чарлтън е много бавен и не му е уредено място за състезанието, докато Анри Пескароло унищожи своя частен Марч 711, и той както Питър Гетин и Дерек Бел няма да участват.

### Състезание
Заради инцидент в неделната сесия, Жан-Пиер Белтоаз е принуден да кара болида, предназначен на Хоудън Гънли, но е нареден в края на колоната, заради недостатъчни обиколки. Под яркото слънце на планинското трасе, Еймън запази позицията си пред Хълм, Стюарт, Икс, Марко, Шенкен, Хейлууд, Фитипалди, Петерсон и Север, като първите три започнаха да се откъсват напред. Емерсон, чийто Лотус-а има проблеми с двигателя, намери скоростта си и изпревари Хейлууд след третата обиколка. В следващата обиколка бразилеца изпревари Шенкен и Марко, преди да се доближи до Ферари-то на Икс.
Петерсон с новия Марч, също изпревари БРМ-а и двата Съртис-а, докато Ники Лауда се оттегли с повреда по полуоската. Другият австриец – Марко се задържа с челниците с умерена скорост преди деветата обиколка, когато Лотус-а изхвърли зад себе си камък, който премина право през визьора на австриеца, удряйки лявото му око. Заради силната болка, Марко спря болида си и е изпратен в болница, докато Депайе и Редмън се прибраха в своите боксове за поправка. Заради камъните около трасето пилотите често са принудени да пресекат завоите, за да избегнат повреди, нещо което Еймън не успя и в 20-а обиколка влезе в бокса с повредена предна лява гума, а смяната му отне близо 50 секунди. Това прати Стюарт на първа позиция, след като изпревари Макларън-а на Хълм, който е с прегряване на задните гуми.
Петерсон застигна Лотус-а на Фитипалди, преди проблем с анти-ролбара на неговия Марч да му попречи да изпревари бразилеца, докато Визел напусна състезанието с повреда по скоростната кутия. След престоя си в бокса на Матра, Еймън изпревари поред своите съперници като записа и най-бърза обиколка. Икс се изкачи до второ място, след като Хълм спря в бокса за нови гуми. В 29-а обиколка обаче, повреда прати белгиеца до 12-а позиция и Фитипалди зае позицията на Икс. През това време Еймън записа поредна най-бърза обиколка, а новите жертви бяха Петерсон и Север, след което новозеландеца започна да стопи разликата на Фитипалди с четири секунди на обиколка.
Стюарт обаче е над всички и заслужено спечели състезанието, 27.7 секунди пред Лотус-а на Емерсон Фитипалди. Недостатъчното обиколки попречи на Еймън да се придвижи с още една позиция, но трета също е добър резултат като дори обра овациите на местните зрители. Север, Петерсон и Хейлууд са последните които взимат точки, а дебютното състезание на Депайе се очерта проблематично и той не е класиран, след като остана под 90-те процента преполовена дистанция.

## Класиране
| Поз | No | Пилот             | Конструктор   | Оби. | Време/Отпадане      | Място | Точки |
| --- | -- | ----------------- | ------------- | ---- | ------------------- | ----- | ----- |
| 1   | 4  | Джеки Стюарт      | Тирел-Форд    | 38   | 1:52:22.5           | 3     | 9     |
| 2   | 1  | Емерсон Фитипалди | Лотус-Форд    | 38   | + 27.7              | 8     | 6     |
| 3   | 9  | Крис Еймън        | Матра         | 38   | + 31.9              | 1     | 4     |
| 4   | 7  | Франсоа Север     | Тирел-Форд    | 38   | + 49.3              | 7     | 3     |
| 5   | 12 | Рони Петерсон     | Марч-Форд     | 38   | + 56.8              | 9     | 2     |
| 6   | 26 | Майк Хейлууд      | Съртис-Форд   | 38   | + 1:36.1            | 10    | 1     |
| 7   | 2  | Дени Хълм         | Макларън-Форд | 38   | + 1:48.1            | 2     |       |
| 8   | 19 | Уилсън Фитипалди  | Брабам-Форд   | 38   | + 2:25.1            | 14    |       |
| 9   | 11 | Брайън Редмън     | Макларън-Форд | 38   | + 2:55.5            | 13    |       |
| 10  | 18 | Греъм Хил         | Брабам-Форд   | 38   | + 2:59.5            | 20    |       |
| 11  | 3  | Джеки Икс         | Ферари        | 37   | + 1 Об.             | 4     |       |
| 12  | 20 | Карлос Ройтеман   | Брабам-Форд   | 37   | + 1 Об.             | 17    |       |
| 13  | 30 | Нани Гали         | Ферари        | 37   | + 1 Об.             | 19    |       |
| 14  | 28 | Андреа де Адамич  | Съртис-Форд   | 37   | + 1 Об.             | 12    |       |
| 15  | 5  | Жан-Пиер Белтоаз  | БРМ           | 37   | + 1 Об.             | 24    |       |
| 16  | 10 | Ролф Щомелен      | Марч-Форд     | 37   | + 1 Об.             | 15    |       |
| 17  | 27 | Тим Шенкен        | Съртис-Форд   | 36   | + 2 Об.             | 5     |       |
| 18  | 6  | Дейв Уокър        | Лотус-Форд    | 34   | Полуоска            | 22    |       |
| 19  | 15 | Майк Бютлър       | Марч-Форд     | 33   | Без гориво          | 23    |       |
| НКл | 8  | Патрик Депайе     | Тирел-Форд    | 33   | Не е класиран       | 16    |       |
| Отп | 24 | Райн Визел        | БРМ           | 25   | Ск.кутия            | 18    |       |
| Отп | 17 | Карлос Паче       | Марч-Форд     | 18   | Двигател            | 11    |       |
| Отп | 25 | Хелмут Марко      | БРМ           | 8    | Нараняване на очите | 6     |       |
| Отп | 14 | Ники Лауда        | Марч-Форд     | 4    | Полуоска            | 21    |       |
| НКв | 29 | Дейв Чарлтън      | Лотус-Форд    |      |                     |       |       |

## Класиране след състезанието
| Поз | Пилот             | Точки |
| --- | ----------------- | ----- |
| 1   | Емерсон Фитипалди | 34    |
| 2   | Джеки Стюърт      | 21    |
| 3   | Дени Хълм         | 19    |
| 4   | Джеки Икс         | 16    |
| 5   | Жан-Пиер Белтоаз  | 9     |
| 6   | Франсоа Север     | 9     |
| 7   | Клей Регацони     | 7     |
| 8   | Питър Ревсън      | 6     |

| Поз | Конструктор   | Точки |
| --- | ------------- | ----- |
| 1   | Лотус-Форд    | 34    |
| 2   | Тирел-Форд    | 27    |
| 3   | Макларън-Форд | 23    |
| 4   | Ферари        | 19    |
| 5   | БРМ           | 9     |
| 6   | Съртис-Форд   | 9     |
| 7   | Марч-Форд     | 8     |
| 8   | Матра         | 6     |